# حاج ملا آقاجان

آرامگاه شیخ محمود عتیق در قبرستان پائین زنجان

سید حسن ابطحی در کنار حاج‌ملاآقاجان

محمود عتیق معروف به حاج‌ملاآقاجان زنجانی عالم و عارف معاصر، بود که در سال ۱۲۵۲ هجری قمری در روستای آق‌کند از توابع زنجان به دنیا آمد و در سال ۱۳۳۵ هجری شمسی در گذشت. او از علمای بزرگ شهر زنجان بود.
وی علوم دینی را در مدرسهٔ «سید» زنجان آغاز کرد. نزد علمای بزرگی از جمله فیاض دیزجی و آخوند ملا قربانعلی زنجانی تلمذ کرد. در فقه، اصول، فلسفه و عرفان تحصیل کرد و حتی در علوم غریبه نیز ید طولایی یافت. در همان دوره بود که شروع به تهذیب نفس کرد. ارادتش به اهل‌بیت مثال‌زدنی بود و از جمله بنده‌های به واقع مخلص و مجاهد خدا بود.
بعضی از بزرگان عرفان، دیدار با ملاآقاجان را از نقاط عطف و تأثیرگذار زندگی‌شان می‌دانستند، علمایی مثل محمدجواد انصاری همدانی و شیخ جعفر مجتهدی. بعضی از علمای بزرگ، مثل حسن مصطفوی، سید موسی شبیری زنجانی، علامه طباطبایی، علی باباخانی و مهدی دشیری به علم و دانش او اعتراف کرده بودند و او را از نوابغ زمان خود به‌شمار می‌آوردند.
حاج‌ملاآقاجان زنجانی می‌گفت: ملائکه را می‌توان دید. جنّ را می‌توان دید. ارواح اولیاء خدا را می‌توان دید. همه معتقدند که انسان دم مرگ همه اینها را می‌بیند. قرآن و روایات مکرّر به این مطالب اشاره کرده است. جنّ و ملائکه شکل خاصّی ندارند ولی به هر قیافه‌ای که بخواهند متشکّل می شوند مگر موارد خاصّی که خدا به آن‌ها اجازه نداده باشد به آن شکل‌ها درآیند. مثلا ملائکه به صورت انسان در می‌آیند به طوری که به هیچ وجه با بشر فرقی نمی‌کنند. خدا قضایای زیادی در قرآن نقل فرموده که این معنی را تایید می‌کند. مانند قصّه ابراهیم و آن دو ملکی که به میهمانی او رفته بودند و ابراهیم آن‌ها را نشناخت. و قصّه لوط که قومش آن دو ملک را نشناختند و بلکه قصد سوء هم به آن‌ها داشتند و قصّه مریم و ملکی که به او بشارت حامله شدنش را داد. اینها طوری در مقابل این افراد ظاهر می‌شدند که اگر خود ملائکه به آن‌ها حقیقت را نمی‌گفتند آن‌ها به هیچ وجه ملائکه را نمی‌شناختند.
پس از درگذشت وی سید حسن ابطحی که بیش از همه شاگردان یاد استادش را زنده نگاه داشت در کتابی به نام پرواز روح به بررسی زندگی وی و وصف حالات و کرامات او پرداخته‌است. حاج ملاآقاجان در آخرین نامه‌اش که چند روز قبل از فوتش نوشته بود خطاب به سید حسن ابطحی چنین گفته: «تو تنها فردی بودی که مرا تا حدی شناختی».
وی در سال ۱۳۳۵ هجری شمسی از دنیا رفت مقبره وی در قبرستان پائین شهر زنجان می‌باشد. مقبره وی تاکنون چندین بار توسط سید حسن ابطحی مرمت و بازسازی شده و اکنون زیارتگاه مشهوری در زنجان است.